# Dasychira amydropa
Dasychira amydropa är en fjärilsart som beskrevs av Collenette 1961. Dasychira amydropa ingår i släktet Dasychira och familjen tofsspinnare. Inga underarter finns listade i Catalogue of Life.